# Démineurs
Pour un autre film, voir Les Démineurs.
Pour les articles homonymes, voir Démineur.
Pour plus de détails, voir Fiche technique et Distribution.
Démineurs (The Hurt Locker), ou Le Démineur au Québec, est un film américain réalisé par Kathryn Bigelow et sorti en 2008.
Le film se déroule pendant la guerre d'Irak. L'équipe américaine de déminage, commandée par le sergent James, a pour mission de désamorcer les nombreux engins explosifs improvisés du secteur, cela au péril de leurs vies, mais aussi celles des soldats américains chargés de leur protection et des civils irakiens. Le sergent de 1re classe Will James, un homme cynique et désabusé, semble prendre des risques inconsidérés. Alors qu'il est d'abord mal perçu par ses coéquipiers, ceux-ci vont progressivement apprécier son professionnalisme au combat et ses qualités humaines. Cependant, des tensions subsistent.
Il est présenté pour la première fois lors de la Mostra de Venise 2008 puis quelques jours après au Festival de Toronto, puis il est sorti progressivement en salles à partir d'octobre 2008 tout en étant projeté dans divers autres festivals.
En 2010, il obtient six Oscars dont ceux du meilleur film et du meilleur réalisateur. Kathryn Bigelow devient alors la première femme à remporter l'Oscar du meilleur réalisateur.

## Synopsis
Au cours de la deuxième année de la guerre en Irak, une équipe de neutralisation des explosifs et munitions de l'armée américaine avec la compagnie Bravo identifie et tente de détruire un engin explosif improvisé avec un robot, mais le wagon transportant la charge de déclenchement se brise. Le chef d'équipe, le sergent d'état-major Matthew Thompson, place la charge à la main, mais il est tué lorsqu'un homme avec un téléphone portable fait exploser la charge. Le coéquipier spécialiste Owen Eldridge se sent coupable de ne pas avoir tué l'homme au téléphone.
Le sergent de première classe William James remplace le sergent d'état-major Thompson. Il est souvent en désaccord avec le sergent JT Sanborn car il préfère désamorcer les appareils à la main et ne communique pas ses plans. Il bloque la vue de Sanborn avec des grenades fumigènes alors qu'il s'approche d'un engin piégé et le désamorce quelques instants seulement avant qu'un homme ne tente de le faire exploser avec une batterie de 9 volts. Dans un autre incident, James insiste pour désarmer une voiture piégée complexe malgré les protestations de Sanborn selon lesquelles cela prend trop de temps; James répond en enlevant son casque et en "retournant" Sanborn. Celui-ci est tellement inquiet par sa conduite qu'il suggère ouvertement à Owen de frapper James pendant qu'ils font exploser des munitions inutilisées à l'extérieur de la base.
A leur retour à leur base, ils rencontrent cinq hommes armés en costume arabe dans un SUV qui a un pneu crevé. Après une rencontre tendue, James apprend qu'ils sont des PMC britanniques amis. Lors de la réparation du pneu, ils sont sous le feu des tireurs d'élite. 3 Britanniques sont tués avant que James et Sanborn ne reprennent le contrôle, tuant trois insurgés. Eldridge tue le quatrième qui tente de flanquer leur position.
Lors d'un raid sur un entrepôt, James découvre une "bombe corporelle" qu'il croit être Beckham, un garçon irakien qui vend des DVD et joue au football à l'extérieur de la base. Lors de l'évacuation, le lieutenant-colonel John Cambridge, psychiatre du camp et conseiller d'Eldridge, est tué dans une explosion; Eldridge est encore plus traumatisé. James se faufile hors de la base avec l'associé apparent de Beckham sous la menace d'une arme, lui disant de l'emmener chez Beckham. Il est laissé au domicile d'un professeur irakien indépendant et James s'enfuit.
Appelé à la détonation d'un pétrolier, James décide de chasser les insurgés responsables à proximité. Sanborn proteste, mais quand James commence une poursuite, lui et Eldridge suivent. Après leur séparation, les insurgés capturent Eldridge. James et Sanborn le sauvent, James frappe accidentellement Eldridge. Le lendemain matin, James est approché par Beckham, bien vivant, que James ignore et passe en silence. Avant d'être transporté par avion pour une intervention chirurgicale, Eldridge blâme avec colère James pour sa blessure.
La veille de la fin de leur déploiement, ils sont appelés à désarmer une bombe suicide attachée à un homme contre son gré. James ne peut pas couper les serrures avant l'expiration du délai et ils sont obligés d'abandonner l'homme. Sanborn est désemparé et dit à James qu'il doit quitter l'Irak et avoir un fils.
Après la fin de la rotation de la compagnie Bravo, James retourne auprès de son ex-femme Connie et de leur fils en bas âge. Cependant, il s'ennuie de la vie civile routinière à la maison. James avoue à son fils qu'il n'y a qu'une seule chose qu'il aime. Il entame une autre période de service d'un an avec la Delta Company.

## Fiche technique
Sauf indication contraire, les informations mentionnées dans cette section peuvent être confirmées par la base de données cinématographiques IMDb,  présente dans la section « Liens externes ».
- Titre original : The Hurt Locker
- Titre français : Démineurs
- Titre québécois : Le Démineur[1]
- Réalisation : Kathryn Bigelow
- Scénario : Mark Boal
- Musique : Marco Beltrami et Buck Sanders
- Photographie : Barry Ackroyd
- Montage : Chris Innis et Bob Murawski
- Décors : Karl Júlíusson
- Direction artistique : David Bryan
- Costumes : George L. Little
- Production : Kathryn Bigelow, Mark Boal, Nicolas Chartier, Tony Mark, Donall McCusker, Greg Shapiro, Karima Ladjimi
- Sociétés de production : Voltage Pictures, Grosvenor Park Media, Film Capital Europe Funds, First Light Productions et Kingsgate Films
- Société de distribution : Summit Entertainment
- Budget : 15 000 000 $[2]
- Pays de production :  États-Unis
- Langues originales : anglais et arabe
- Format : couleurs - 1,85:1 - 35 mm - Dolby Digital
- Genre : guerre, drame, action
- Durée : 131 minutes
- Dates de sortie :  
  - Italie : 4 septembre 2008 (Mostra de Venise) ; 10 octobre 2008 (sortie nationale)
  - Canada : 8 septembre 2008 (Festival de Toronto) ; 18 octobre 2008 (Festival du nouveau cinéma de Montréal) ; 10 juillet 2009 (sortie limitée : Toronto)
  - États-Unis : février 2009 (Film Comment Selects) ; 17 mars 2009 (South by Southwest) ; 26 juin 2009 (sortie nationale)
  - Suisse : 13 août 2009 (Suisse alémanique) ; 23 septembre 2009 (Suisse romande)
  - France : 23 septembre 2009 ; 10 mars 2010 (ressortie)
  - Belgique : 23 septembre 2009

## Distribution
Sauf indication contraire, les informations mentionnées dans cette section peuvent être confirmées par la base de données cinématographiques IMDb,  présente dans la section « Liens externes ».
- Jeremy Renner (VF : Jérôme Pauwels) : le sergent première classe William James
- Anthony Mackie (VF : Sidney Kotto) : le sergent J. T. Sanborn
- Brian Geraghty (VF : Patrick Mancini) : le spécialiste Owen Eldridge
- Guy Pearce (VF : Philippe Valmont) : le sergent Matt Thompson
- Ralph Fiennes (VF : Pascal Germain) : le leader de l'équipe de mercenaires
- David Morse (VF : Patrick Béthune) : le colonel Reed
- Evangeline Lilly (VF : Vanina Pradier) : Connie James
- Christian Camargo (VF : Pierre-François Pistorio) : le lieutenant-colonel John Cambridge
- Christopher Sayegh (V. F. : Gabriel Bismuth-Bienaimé) : Beckham
- Nabil Koni : le professeur Nabil
- Sam Spruell (VF : Jérôme Rebbot) : Charlie
- Sam Redford : Jimmy
- Feisal Sadoun : Feisal
- Barrie Rice : Chris
- Justin Campbell : le sergent Carter
- Malcolm Barrett : le sergent Foster
- Suhail Al-Dabbach : l'homme en costume noir
- Imad Dadudi : le capitaine de police irakien des Nations unies
- Erin Gann : l'officier aux affaires mortuaires
- Kristoffer Winter : le soldat à l'intersection
- J.J. Kandel : le garde de Camp Liberty Market
- Ryan Tramont : le garde de Liberty Gate
- Michael Desante : le traducteur irakien
- Hasan Darwich : le marchand de DVD
- Wasfi Amour : l'insurgé dans les escaliers
- Nibras Quassem : la femme de Nabil
- Ben Thomas : le secouriste militaire américain
- Nader Tarawneh : le sniper insurgé
- Anas 'Tipsy' Wellman : soldat des Nations unies
- Omar Mario : le boucher
- Fleming Campbell : un soldat

## Analyse
La plupart des scènes de ce film sont tournées en pellicule 16 mm ; l'objectif étant d'obtenir un grain argentique sur l'image, de manière à rendre cette dernière plus crue et brute. La ville de Bagdad en paraît d'autant plus rouillée et fatiguée par la guerre. L'image granuleuse et sa colorimétrie, proche du terrain, de la terre et du corps, évoque Mars, dieu de la guerre. De plus, le spectateur est en immersion par le biais de nombreux mouvements de caméra et de changements de mise au point. Les scènes du film évoquent ainsi un reportage de journal télévisé pendant la guerre d'Irak,. Au tout début du film apparaît la phrase « La guerre est une addiction », dans la version originale « Le rush de la bataille [crée] une dépendance puissante et presque léthale, car la guerre est une drogue. », qui selon les commentateurs, situe le vrai sujet du film,.
Le sergent James a une épouse et un fils aux États-Unis, mais il reste toujours partant pour passer sa tenue protectrice d'artificier démineur, avec plastron, collet et casque, afin de désactiver les mines qui ont été repérées, sans se soucier des demandes de son subalterne, le sergent Sanborn. Alors qu'il essaie en vain de neutraliser les bombes placées sur le corps d'un kamikaze qui, en bon père de famille, a demandé de l'aide, il n'y parvient pas et manque d'être tué dans l'explosion inévitable qui s'ensuit. À la question posée, lui demandant pourquoi il prend toujours le risque de se faire tuer en négligeant les ordres, il répond "Je ne sais pas".

## Autour du film

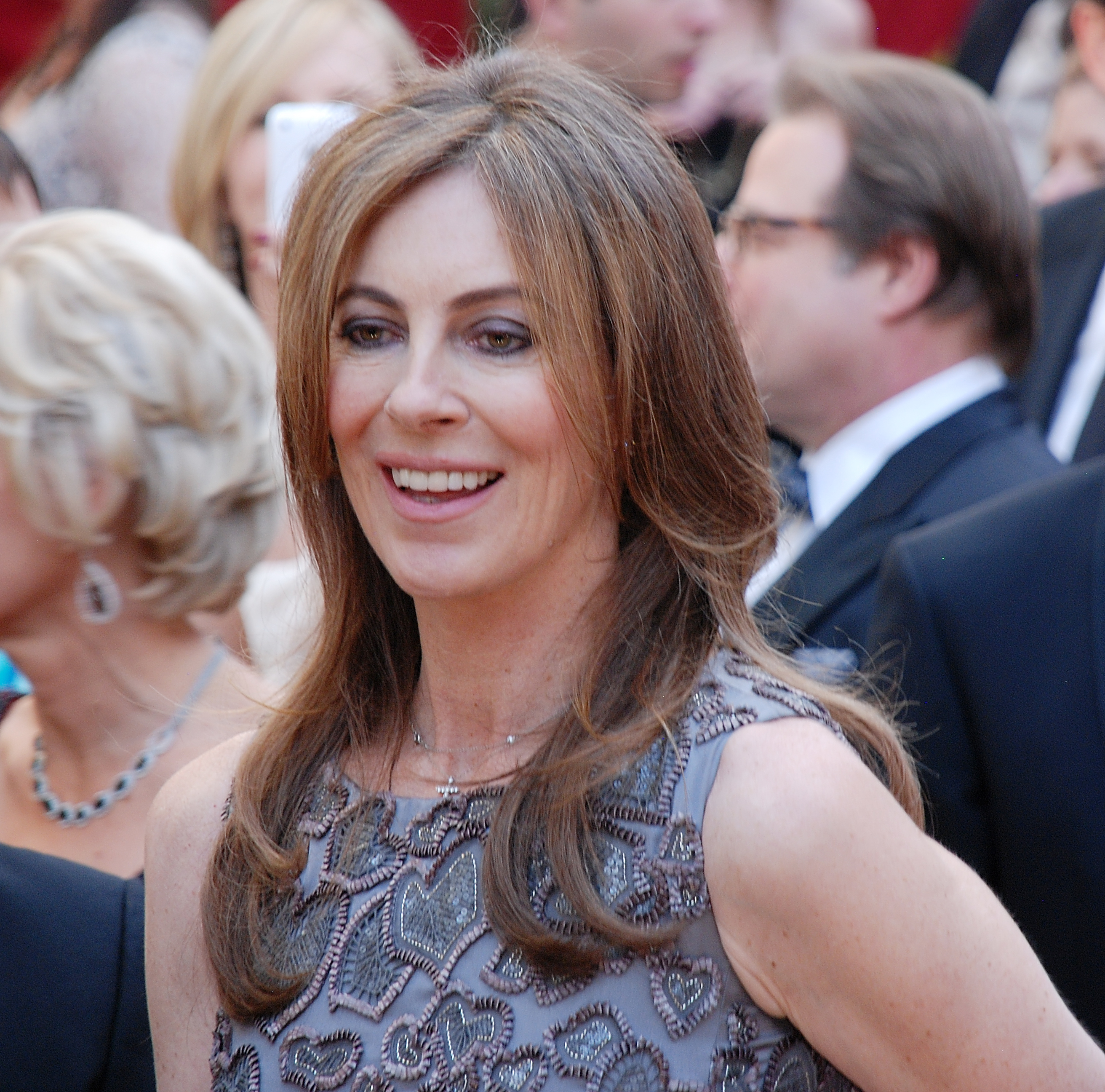
La réalisatrice Kathryn Bigelow à la des Oscars, le 7 mars 2010.

- « The Hurt Locker » désigne en anglais un endroit métaphorique où l'on se trouve lorsque l'on a échoué à une épreuve[7],[8].
- En mars 2010, un expert en déminage de l'armée américaine, le sergent-chef Jeffrey Sarver, attaque Boal en justice pour obtenir des dommages et intérêts, revendiquant des droits sur le titre du film, sur la phrase "war is a drug" et arguant que c'est sa vie de démineur qui a inspiré le film. Boal explique alors que des dizaines de professionnels du déminage ont été interviewés pour concevoir le scénario, que le titre original renvoie à un terme déjà utilisé dans le milieu du déminage au moment de la guerre du Viet-Nam et qu'il est normal que des démineurs s'identifient au héros du film[9],[6]. Le soldat perd son procès l'année suivante[10].
- Le film a été tourné en partie en Jordanie, à Amman, où la sécurité de l'équipe de tournage fut assurée par l'armée jordanienne, et le tournage s'est déroulé au cours du Ramadan, ce qui obligeait les non-musulmans de l'équipe à manger à l'intérieur de leurs chambres, avec des rideaux fermés, par respect pour les pratiquants et selon la loi jordanienne[11].
- Les soldats sont équipés de l'Army Combat Uniform (ACU) ARPAT UCP mais possèdent encore des effets d'anciennes tenue de l'armée américaine (OTV Woodland et couvre casque en Woodland également pour le Sergent James). L'action devrait donc se dérouler en 2005, néanmoins le film prend place en 2004. D'autres erreurs peuvent être notées, comme une remarque concernant YouTube qui a été fondé en 2005 ou le jeu vidéo Gears of War qui date de 2006. De plus le sergent James écoute dans sa chambre le morceau Fear de l'album Rio Grande Blood de Ministry qui est sorti en 2006 aussi.
- Dans sa biographie intitulée Sélection officielle, le délégué général du Festival de Cannes Thierry Frémaux estime que le film aurait pu concourir pour la Palme d'or en 2008 mais explique qu'il a été refusé par le comité de sélection.